# Palpita margaritacea
Palpita margaritacea es una especie de polillas perteneciente a la familia Crambidae descrita por Hiroshi Inoue en 1997.
Se encuentra en Australia, de donde se ha registrado en Nueva Gales del Sur, Queensland y el Territorio de la Capital Australiana.
Los adultos son blancos con un borde marrón y una pequeña mancha marrón cerca de la mitad de las alas anteriores.